# 77 Records
77 Records war ein britisches Plattenlabel, welches auf Folk-, Blues- und Jazz-Aufnahmen spezialisiert war.

## Geschichte
Das Label wurde 1957 von Doug Dobell gegründet, welcher auch den damals bekannten Londoner Dobell's Jazz Record Shop in der Charing Cross Road betrieb. Auf dieses geht auch die Namensgebung des Labels zurück, in dem die Hausnummer des Geschäftes – 77 Charing Cross Road – Verwendung fand.
In den späten 1970er Jahren stellt das Label seine Tätigkeiten ein, gefolgt von der Schließung des Plattenladens im Jahr 1992.

## Musiker
Auf 77 Records veröffentlichten diverse Musiker diverse Tonträger, so beispielsweise in den 1960er Jahren die britischen Jazzmusiker Acker Bilk, Bruce Turner, Tuppy Hayes, Les Condon, Dick Morrissey und Cyril Davis/Alexis Korner.  
Hinzu kommen diverse US-amerikanische Musiker, die zum einen direkt bei 77 Records Plattenaufnahmen tätigten und zum anderen Künstler deren Tonbandaufnahmen von Labels aus den Vereinigten Staaten übernommen wurden. Hierunter fallen beispielsweise Ramblin’ Jack Elliott, Buck Clayton, Lightnin’ Hopkins, Scrapper Blackwell, Reverend Gary Davis, Robert Pete Williams, Big Joe Williams, Sunnyland Slim, Little Brother Montgomery, Yank Rachell und Sleepy John Estes.